# Liste der Mitglieder des Provinziallandtags der Provinz Sachsen (1876–1881)
Diese Liste gibt einen Überblick über die Mitglieder des Provinziallandtags der preußischen Provinz Sachsen in der Wahlperiode 1876 bis 1881.

## Allgemeines
Dies war der erste Landtag, der nach der Provinzialordnung für die Provinzen Preußen, Brandenburg, Pommern, Schlesien und Sachsen vom 29. Juni 1875 gewählt wurde. Die 103 Abgeordneten wurden nun von den Kreistagen gewählt. Bei der Wahl im Herbst 1875 wurden 22 Abgeordnete im Regierungsbezirk Erfurt, 43 Abgeordnete im Regierungsbezirk Merseburg und 38 Abgeordnete im Regierungsbezirk Magdeburg bestimmt. Die gewählten Abgeordneten kamen 1876, 1878 und 1880 zu Landtagssessionen zusammen. Ausscheidende Abgeordnete wurden per Nachwahl ergänzt.

## Liste der Abgeordneten
| Regierungsbezirk           | Wahlkreis               | Abgeordneter                                                                                | Anmerkung                       |
| -------------------------- | ----------------------- | ------------------------------------------------------------------------------------------- | ------------------------------- |
| Regierungsbezirk Magdeburg | Stadtkreis Magdeburg    | Bürgermeister in Magdeburg Gustav Hasselbach                                                | stellvertretender Präsident     |
| Regierungsbezirk Magdeburg | Stadtkreis Magdeburg    | Stadtverordnetenvorsteher Conrad Listemann zu Magdeburg                                     |                                 |
| Regierungsbezirk Magdeburg | Stadtkreis Magdeburg    | Kommerzienrat David Coste zu Magdeburg                                                      |                                 |
| Regierungsbezirk Magdeburg | Stadtkreis Magdeburg    | Fabrikbesitzer Karl Gaertner zu Buckau                                                      |                                 |
| Regierungsbezirk Magdeburg | Osterburg               | Rittergutsbesitzer, Deichhauptmann Weycke zu Niesfelde                                      |                                 |
| Regierungsbezirk Magdeburg | Osterburg               | Bürgermeister Buch zu Seehausen                                                             |                                 |
| Regierungsbezirk Magdeburg | Salzwedel               | Landrat Edmund von Lattorff zu Salzwedel                                                    |                                 |
| Regierungsbezirk Magdeburg | Salzwedel               | Bürgermeister Conrad von Holleuffer zu Salzwedel                                            |                                 |
| Regierungsbezirk Magdeburg | Gardelegen              | Rittergutsbesitzer Eduard von Schenck zu Flechtingen                                        |                                 |
| Regierungsbezirk Magdeburg | Gardelegen              | Landrat Jacob von Gerlach zu Gardelegen                                                     |                                 |
| Regierungsbezirk Magdeburg | Stendal                 | Landrat Ludolf von Bismarck zu Stendal                                                      |                                 |
| Regierungsbezirk Magdeburg | Stendal                 | Ortsschulze Kahrstedt zu Hüselitz                                                           |                                 |
| Regierungsbezirk Magdeburg | Jerichow I              | Landrath Freiherr Carl von Plotho zu Loburg                                                 |                                 |
| Regierungsbezirk Magdeburg | Jerichow I              | Oberbürgermeister August Wilhelm Nethe zu Burg                                              |                                 |
| Regierungsbezirk Magdeburg | Jerichow I              | Schulze Schaefer zu Gübs                                                                    |                                 |
| Regierungsbezirk Magdeburg | Jerichow II             | Landrath Graf Ludwig von Wartensleben zu Genthin                                            |                                 |
| Regierungsbezirk Magdeburg | Jerichow II             | Rittergutsbesitzer Gaertner zu Schoenhausen                                                 |                                 |
| Regierungsbezirk Magdeburg | Jerichow II             | Bürgermeister Garlipp zu Sandau                                                             |                                 |
| Regierungsbezirk Magdeburg | Calbe a./S.             | Landrat Freiherr Bruno von Steinaecker zu Burg Brunby                                       |                                 |
| Regierungsbezirk Magdeburg | Calbe a./S.             | Bürgermeister Wachtel zu Staßfurt                                                           |                                 |
| Regierungsbezirk Magdeburg | Calbe a./S.             | Amtsvorsteher Bethge zu Eickendorf                                                          |                                 |
| Regierungsbezirk Magdeburg | Wanzleben               | Amtsvorsteher Loeber zu Diesdorf                                                            |                                 |
| Regierungsbezirk Magdeburg | Wanzleben               | Rittergutsbesitzer Koehne zu Domersleben                                                    |                                 |
| Regierungsbezirk Magdeburg | Wanzleben               | Ackergutsbesitzer Julius Becker zu Osterweddingen                                           |                                 |
| Regierungsbezirk Magdeburg | Wolmirstedt             | Fabrikbesitzer Gottfried Graeger zu Barleben                                                |                                 |
| Regierungsbezirk Magdeburg | Wolmirstedt             | Rittergutsbesitzer und Landrat a. D. Edo Friedrich Graf von der Schulenburg zu Angern       |                                 |
| Regierungsbezirk Magdeburg | Neuhaldensleben         | Fabrikbesitzer Mathias Schneidewindt zu Ackendorf                                           |                                 |
| Regierungsbezirk Magdeburg | Neuhaldensleben         | Bürgermeister a. D. Werner Sachse zu Neuhaldensleben                                        |                                 |
| Regierungsbezirk Magdeburg | Oschersleben            | Landrat Friedrich von Gerlach zu Gr. Oschersleben                                           |                                 |
| Regierungsbezirk Magdeburg | Oschersleben            | Amtsvorsteher Willecke zu Crottorf                                                          |                                 |
| Regierungsbezirk Magdeburg | Aschersleben            | Amtsrat Rabe zu Schneidlingen                                                               | † 1876, Nachrücker wurde Schoch |
| Regierungsbezirk Magdeburg | Aschersleben            | Guts- und Fabrikbesitzer Carl August Schoch zu Königsaue                                    | Nachwahl 1876 für Rabe          |
| Regierungsbezirk Magdeburg | Aschersleben            | Rathmann Carl Diederichs zu Cochstedt                                                       |                                 |
| Regierungsbezirk Magdeburg | Aschersleben            | Bürgermeister Gustav Brecht zu Quedlinburg                                                  |                                 |
| Regierungsbezirk Magdeburg | Halberstadt             | Rechtsanwalt Kortum II. zu Halberstadt                                                      |                                 |
| Regierungsbezirk Magdeburg | Halberstadt             | Gutsbesitzer Heinrich Wesche zu Altenstedt                                                  |                                 |
| Regierungsbezirk Magdeburg | Halberstadt             | Bürgermeister Brinkmann zu Osterwied                                                        |                                 |
| Regierungsbezirk Magdeburg | Wernigerode             | Dr. med. Ludwig Wachsmuth zu Wernigerode                                                    |                                 |
| Regierungsbezirk Magdeburg | Wernigerode             | Ackermann Carl Dabbert zu Reddeber                                                          |                                 |
| Regierungsbezirk Merseburg | Stadtkreis Halle        | Stadtrat, Justizrat Carl Julius Dryander zu Halle (Saale)                                   | Mandat 1876 niedergelegt        |
| Regierungsbezirk Merseburg | Stadtkreis Halle        | Oberbürgermeister Franz von Voß zu Halle                                                    | Nachwahl 1876 für Dryander      |
| Regierungsbezirk Merseburg | Stadtkreis Halle        | Regierungsrat a. D. Stadtverordneter Karl Gneist zu Halle (Saale)                           |                                 |
| Regierungsbezirk Merseburg | Stadtkreis Halle        | Otto zu Stolberg-Wernigerode, Botschafter in Wien                                           | Präsident                       |
| Regierungsbezirk Merseburg | Liebenwerda             | Rittergutsbesitzer Dr. Zachariä von Lingenthal zu Großkmehlen                               |                                 |
| Regierungsbezirk Merseburg | Liebenwerda             | Landrat Carl Heinrich von Schaper zu Falkenberg                                             |                                 |
| Regierungsbezirk Merseburg | Torgau                  | Landrat Ludwig Curt von Ponickau zu Torgau                                                  |                                 |
| Regierungsbezirk Merseburg | Torgau                  | Bürgermeister Horn zu Torgau                                                                |                                 |
| Regierungsbezirk Merseburg | Torgau                  | Gutsbesitzer Hermann Popp zu Ammelgoßwitz                                                   |                                 |
| Regierungsbezirk Merseburg | Schweinitz              | Rittergutsbesitzer und Kreisdeputierter Camillo Freiherr von Palombini zu Grochwitz         |                                 |
| Regierungsbezirk Merseburg | Schweinitz              | Bürgermeister Benckendorf zu Herzberg                                                       |                                 |
| Regierungsbezirk Merseburg | Wittenberg              | Landrat Kurt von Koseritz zu Wittenberg                                                     |                                 |
| Regierungsbezirk Merseburg | Wittenberg              | Rittergutsbesitzer Bodo Wilke Freiherr von Bodenhausen zu Radis                             |                                 |
| Regierungsbezirk Merseburg | Bitterfeld              | Landrat Max Graf von Seydewitz zu Roitzsch                                                  |                                 |
| Regierungsbezirk Merseburg | Bitterfeld              | Bürgermeister Robert Sommer zu Bitterfeld                                                   |                                 |
| Regierungsbezirk Merseburg | Saalkreis               | Kammerherr Vollrath von Krosigk zu Poplitz                                                  |                                 |
| Regierungsbezirk Merseburg | Saalkreis               | Ackergutsbesitzer Friedrich Mennecke zu Löbejün                                             |                                 |
| Regierungsbezirk Merseburg | Saalkreis               | Gutsbesitzer Emil Faulwasser zu Custrena                                                    |                                 |
| Regierungsbezirk Merseburg | Delitzsch               | Landrat und Rittergutsbesitzer Wilhelm von Rauchhaupt zu Storckwitz                         |                                 |
| Regierungsbezirk Merseburg | Delitzsch               | Bürgermeister Emil Schrecker zu Eilenburg                                                   |                                 |
| Regierungsbezirk Merseburg | Delitzsch               | Gutsbesitzer Wolf zu Woells                                                                 |                                 |
| Regierungsbezirk Merseburg | Mansfelder Gebirgskreis | Landrat Friedrich von Koenen zu Mansfeld                                                    |                                 |
| Regierungsbezirk Merseburg | Mansfelder Gebirgskreis | Rittergutsbesitzer Anton Ludwig Sombart zu Ermsleben                                        |                                 |
| Regierungsbezirk Merseburg | Mansfelder Seekreis     | Landrat Karl von Wedell zu Eisleben                                                         |                                 |
| Regierungsbezirk Merseburg | Mansfelder Seekreis     | Kreisgerichtsrat Wiedeburg zu Eisleben                                                      |                                 |
| Regierungsbezirk Merseburg | Mansfelder Seekreis     | Gutsbesitzer Carl Florstedt zu Herdersleben                                                 |                                 |
| Regierungsbezirk Merseburg | Sangerhausen            | Landrat Ludwig von Doetinchem de Rande zu Sangerhausen                                      |                                 |
| Regierungsbezirk Merseburg | Sangerhausen            | Bürgermeister Friedrich Albert Gottloeber zu Sangerhausen                                   |                                 |
| Regierungsbezirk Merseburg | Sangerhausen            | Schulze Hammer zu Drebsdorf                                                                 |                                 |
| Regierungsbezirk Merseburg | Eckartsberga            | Landrat Heinrich Freiherr von Werthern zu Cölleda                                           |                                 |
| Regierungsbezirk Merseburg | Eckartsberga            | Schulze und Amtsvorsteher Scherre zu Leubingen                                              |                                 |
| Regierungsbezirk Merseburg | Querfurt                | Ortsrichter und Landwirt Christian Gottfried Lohse zu Moeckerling                           |                                 |
| Regierungsbezirk Merseburg | Querfurt                | Landrat Albrecht von Schlieckmann zu Querfurt                                               |                                 |
| Regierungsbezirk Merseburg | Querfurt                | Königlicher Kammerherr, Rittergutsbesitzer Graf von der Schulenburg zu Burgscheidungen      |                                 |
| Regierungsbezirk Merseburg | Merseburg               | Bürgermeister Heinrich Seffner zu Merseburg                                                 |                                 |
| Regierungsbezirk Merseburg | Merseburg               | Rittergutsbesitzer Friedrich Carl Pieschel zu Dehlitz                                       |                                 |
| Regierungsbezirk Merseburg | Merseburg               | Ortsrichter Eduard Neubarth zu Wünschendorf                                                 |                                 |
| Regierungsbezirk Merseburg | Weißenfels              | Bürgermeister Ackermann zu Hohenmölsen                                                      |                                 |
| Regierungsbezirk Merseburg | Weißenfels              | Domänengutsbesitzer Rockstroh zu Goethewitz                                                 |                                 |
| Regierungsbezirk Merseburg | Weißenfels              | Rittergutsbesitzer Karl Eduard Tellemann zu Schkölen                                        |                                 |
| Regierungsbezirk Merseburg | Naumburg                | Rentier Georg Pieschel zu Naumburg                                                          |                                 |
| Regierungsbezirk Merseburg | Naumburg                | Erster Bürgermeister Oscar Breslau aus Naumburg                                             |                                 |
| Regierungsbezirk Merseburg | Zeitz                   | Landrat Oskar von Arnstedt zu Zeitz                                                         |                                 |
| Regierungsbezirk Merseburg | Zeitz                   | Bürgermeister Woldemar Born zu Zeitz                                                        |                                 |
| Regierungsbezirk Erfurt    | Nordhausen              | Landrat Eduard Wiprecht von Davier zu Nordhausen                                            |                                 |
| Regierungsbezirk Erfurt    | Nordhausen              | Stadtrat Moritz Schulze zu Nordhausen                                                       |                                 |
| Regierungsbezirk Erfurt    | Nordhausen              | Ökonom Wilhelm Apel jun. zu Bleicherode                                                     |                                 |
| Regierungsbezirk Erfurt    | Worbis                  | Landrat Albrecht Bernhard Frantz zu Worbis                                                  |                                 |
| Regierungsbezirk Erfurt    | Worbis                  | Kreisdeputierter Wilko Levin Graf von Wintzingerode zu Bodenstein                           |                                 |
| Regierungsbezirk Erfurt    | Heiligenstadt           | Landrat Sittig von Hanstein zu Heiligenstadt                                                |                                 |
| Regierungsbezirk Erfurt    | Heiligenstadt           | Bürgermeister von und zur Mühlen in Heiligenstadt                                           |                                 |
| Regierungsbezirk Erfurt    | Mühlhausen              | Oberbürgermeister Dr. Carl Anton Friedrich Engelhart zu Mühlhausen                          |                                 |
| Regierungsbezirk Erfurt    | Mühlhausen              | Landarmendirektor Levin Freiherr von Wintzingerode-Knorr zu Merseburg                       |                                 |
| Regierungsbezirk Erfurt    | Mühlhausen              | Bürgermeister Hochbaum zu Treffurt                                                          |                                 |
| Regierungsbezirk Erfurt    | Langensalza             | Landrat Rudolf von Marschall zu Altengottern                                                |                                 |
| Regierungsbezirk Erfurt    | Langensalza             | Fabrik- und Gutsbesitzer Victor Weitz zu Langensalza                                        |                                 |
| Regierungsbezirk Erfurt    | Weißensee               | Rittergutsbesitzer und Kreisdeputierter Dr. Robert Lucius von Ballhausen zu Kleinballhausen |                                 |
| Regierungsbezirk Erfurt    | Weißensee               | Fabrikbesitzer Lieutenant a. D. Carl Otto Cronbiegel-Collenbusch zu Sömmerda                |                                 |
| Regierungsbezirk Erfurt    | Stadtkreis Erfurt       | Bürgermeister Alfred Kirchhoff zu Erfurt                                                    |                                 |
| Regierungsbezirk Erfurt    | Stadtkreis Erfurt       | Stadtrat, Kommerzienrat Ferdinand Lucius zu Erfurt                                          |                                 |
| Regierungsbezirk Erfurt    | Landkreis Erfurt        | Schulze Friedrich Wisser zu Windischholzhausen                                              |                                 |
| Regierungsbezirk Erfurt    | Landkreis Erfurt        | Amtsvorsteher Frankenhäuser zu Gispersleben                                                 |                                 |
| Regierungsbezirk Erfurt    | Ziegenrück              | Landrat Ludwig Franz von Breitenbauch zu Burg Ranis                                         |                                 |
| Regierungsbezirk Erfurt    | Ziegenrück              | Rittergutsbesitzer Herrmann Freiherr von Erffa zu Wernburg                                  |                                 |
| Regierungsbezirk Erfurt    | Schleusingen            | Landrat Adolf von Heppe zu Schleusingen                                                     |                                 |
| Regierungsbezirk Erfurt    | Schleusingen            | Fabrikbesitzer Rudolph Sauer zu Suhl                                                        |                                 |